# 물봉선
물봉선(문화어: 물봉숭아, 불봉숭)은 봉선화과의 한해살이풀이다. 생약명으로는 야봉선(野鳳仙), 좌나초(座拏草)라고 한다.

## 생태
줄기는 붉은색으로 연하며 많은 즙을 포함하고 있다. 잎은 끝이 뾰족한 타원형으로 가장자리는 톱니처럼 되어 있으며, 어긋나고 잎자루를 가지고 있다. 여름에 나팔과 비슷한 홍자색의 꽃이 줄기 끝이나 가지 끝에 꽃차례를 이루면서 달린다. 이때 각각의 꽃은 꽃자루가 옆쪽에 붙어 있다. 주로 산이나 들의 습지에서 자라며, 한국 각지에 분포하고 있다. 끝이 말려진 긴 꿀주머니가 있다.

## 재배 및 관리
그늘진 습지에서 가장 잘 자란다. 화분에 심을 때는 산모래같이 물빠짐이 좋은 소재를 사용한다. 한해살이풀이므로 해마다 씨를 뿌려야 한다. 열매가 너무 익어 터져버리면 씨가 멀리 날아가버리므로, 꼬투리가 색이 변하면서 수분을 잃어가면 씨를 받아 잘 저장했다가 이듬해 봄에 뿌린다.

## 비슷한 풀
- 흰물봉선(Impatiens textorii var. koreana Nakai) : 물봉선의 변종으로 꽃이 하얗다.
- 노랑물봉선(Impatiens nolitangere L.) : 노란 꽃이 잎겨드랑이에 달려 늘어진다.
- 제주물봉선(Impatiens aphanantha Hook.f.)
- 가야물봉선(Impatiens atrosanguinea (Nakai) B.U.Oh & Y.P.Hong)
- 산물봉선(Impatiens furcillata Hemsl.)
- 처진물봉선(Impatiens koreana (Nakai) B.U.Oh)
- 미색물봉선(Impatiens nolitangere var. pallescens Nakai)

## 사진

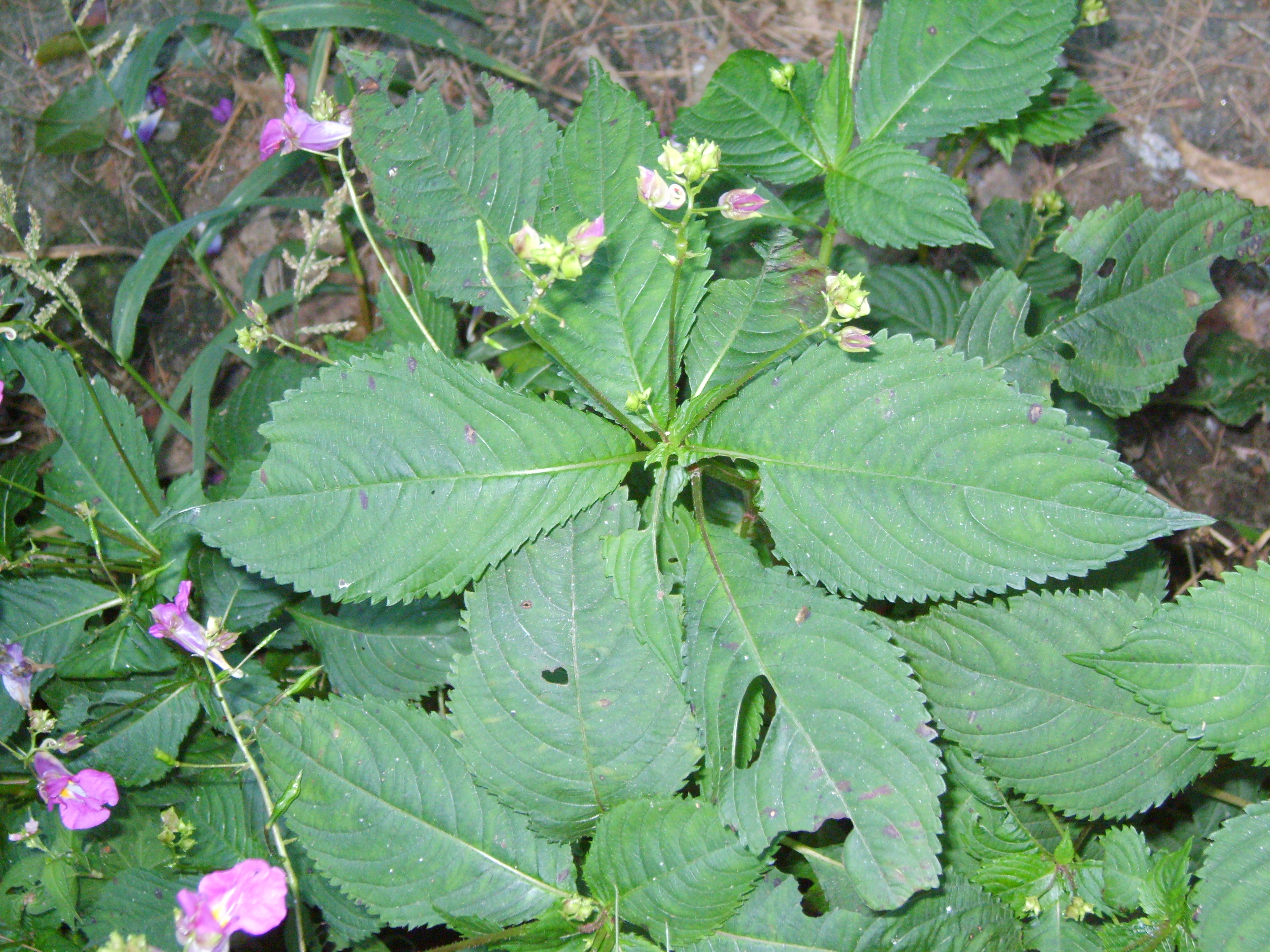
잎
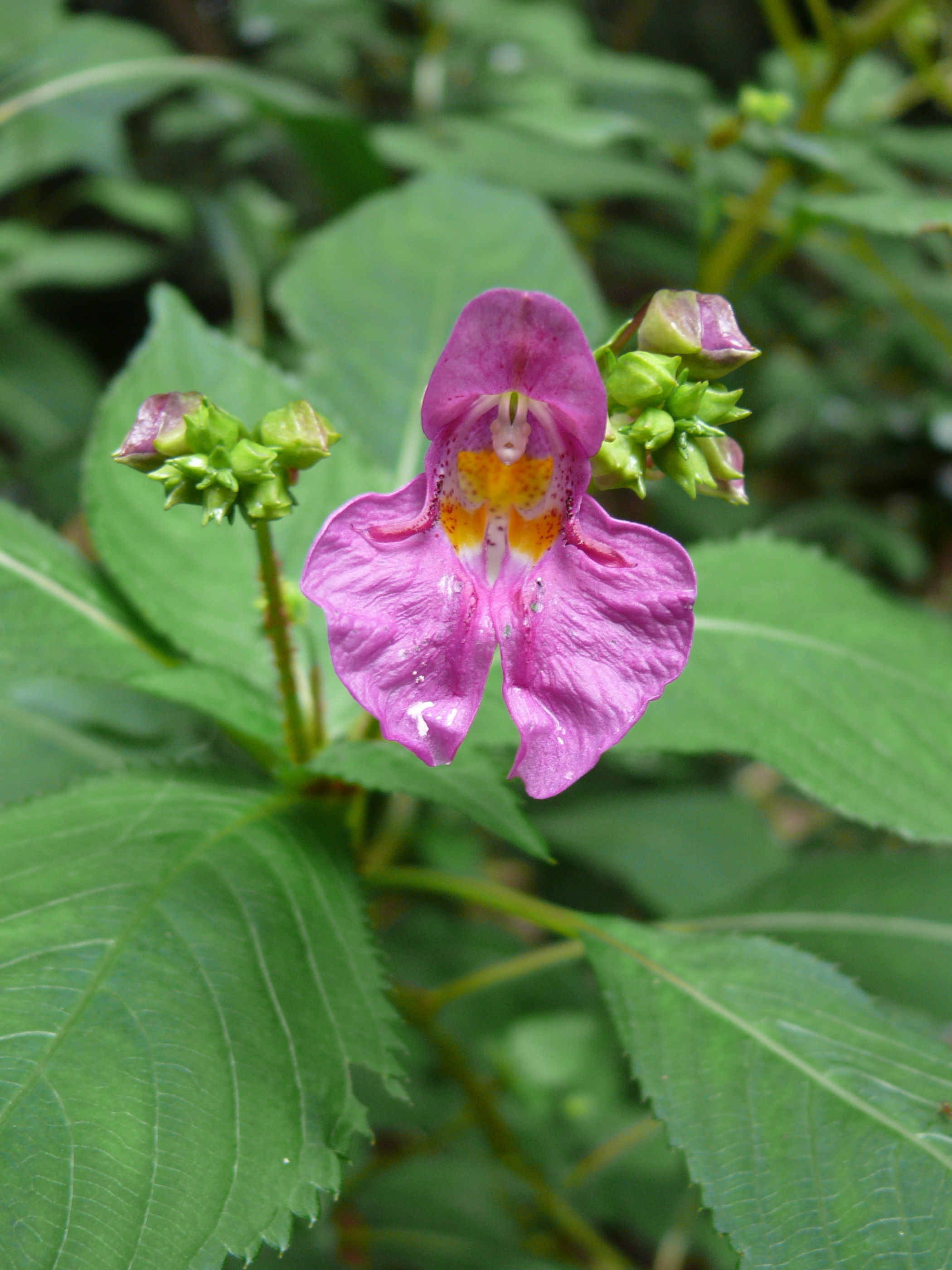
꽃

## 참고 문헌
- 이 문서에는 다음커뮤니케이션(현 카카오)에서 GFDL 또는 CC-SA 라이선스로 배포한 글로벌 세계대백과사전의 내용을 기초로 작성된 글이 포함되어 있습니다.